# Malvarisco
Malvarisco är en ort i Mexiko.   Den ligger i kommunen San Pedro el Alto och delstaten Oaxaca, i den sydöstra delen av landet, 500 km sydost om huvudstaden Mexico City. Malvarisco ligger 1 583 meter över havet och antalet invånare är 271.
Terrängen runt Malvarisco är kuperad norrut, men söderut är den bergig. Terrängen runt Malvarisco sluttar söderut. Runt Malvarisco är det ganska glesbefolkat, med 38 invånare per kvadratkilometer. Närmaste större samhälle är Los Naranjos Esquipulas, 3,9 km sydost om Malvarisco. I omgivningarna runt Malvarisco växer i huvudsak städsegrön lövskog.